# Marcelo Messias
Marcelo Messias (sinh ngày 9 tháng 11 năm 1981 ở Paranaguá) hậu vệ bóng đá người Brasil-El Salvador.

## Sự nghiệp quốc tế
Messias được triệu tập vào tập luyện với đội hình sơ loại của Đội tuyển bóng đá quốc gia El Salvador  năm 2011, để tham gia 2 trận giao hữu vào tháng 3 năm 2011.
Messias được chú ý và đá trong trận giao hữu đầu tiên trước Cuba và Jamaica. Messias vào sân từ ghế dự bị trong trận với Cuba và đá chính trước Jamaica.

## Cá nhân
Messias kết hôn với người vợ El Salvador và có hai con gái. Anh quyết định trở thành công dân El Salvador.